# Apherusa corbeli
Apherusa corbeli is een vlokreeftensoort uit de familie van de Calliopiidae. De wetenschappelijke naam van de soort is voor het eerst geldig gepubliceerd in 1968 door Lagardère.